# Kikiktaksoak Island
Kikiktaksoak Island is een onbewoond eiland van 17,9 km² in de Labradorzee dat deel uitmaakt van de Canadese provincie Newfoundland en Labrador.

## Toponymie
Het eiland staat officieel bekend als Kikiktaksoak Island, al is de schrijfwijze Kikkertasoak Island eveneens gangbaar. Het is een beschrijvende benaming van de Inuit die letterlijk "het zeer grote eiland richting (open) zee" betekent.
Het eiland stond voorheen ook bekend als Spracklings Island, naar een Newfoundlandse zeehondenjager.

## Geografie

### Ligging
Kikiktaksoak Island ligt in het noorden van de regio Labrador in de eilandrijke wateren direct ten noorden van de Kiglapait Mountains. Het ligt 8 km ten zuidoosten van Iglusuaktalialuk Island en 2,5 km ten noorden van Graveyard Island. Het dichtstbij gelegen stuk vasteland van Labrador is de 7 km zuidoostelijker gelegen kaap het schiereiland Tikkigaksuk.
Op de 14 km naar het noordnoordwesten toe gelegen Okak Islands bevonden zich twee nederzettingen die bewoond waren tot in de jaren 1950. De dichtstbij gelegen bewoonde plaats is sindsdien de bijna 75 km ten zuiden van Kikiktaksoak Island gelegen gemeente Nain.

### Omschrijving
Het 17,9 km² metende eiland is langs zijn noord-zuidas 6,3 km lang en heeft een maximale breedte van 4,5 km. Kikiktaksoak Island heeft een steile kustlijn en het hoogste punt bevindt zich 273 meter boven de zeespiegel.